# Molodiojnaïa (métro de Moscou)
Molodiojnaïa (en russe : Молодёжная et en anglais : Molodyozhnaya) est une station de la ligne Arbatsko-Pokrovskaïa (ligne 3 bleue) du métro de Moscou. Elle est située sur le territoire du raïon Kountsevo dans le district administratif ouest de Moscou.

## Situation sur le réseau
Établie en souterrain, à 7 mètres sous le niveau du sol, la station Molodiojnaïa est située au point 145+80 de la ligne Arbatsko-Pokrovskaïa (ligne 3 bleue), entre les stations Kountsevskaïa (en direction de Chtchiolkovskaïa), et Krylatskoïe (en direction de Piatnitskoïe chosse).
En direction de Krylatskoïe une jonction entre les deux tunnels, avec deux voies de garage, est présente à la sortie de la station.

## Histoire
La station fut le terminus de la ligne Filiovskaïa depuis l'ouverture de la ligne, le 5 juillet 1965, jusqu'au 31 décembre 1989, date à laquelle la ligne fut prolongée à la station Krylatskoïe. Depuis le 7 janvier 2008, le segment Kountsevskaïa-Krylatskoïe se rapporte dorénavant à la ligne Arbatsko-Pokrovskaïa.